# Astronaut Monument

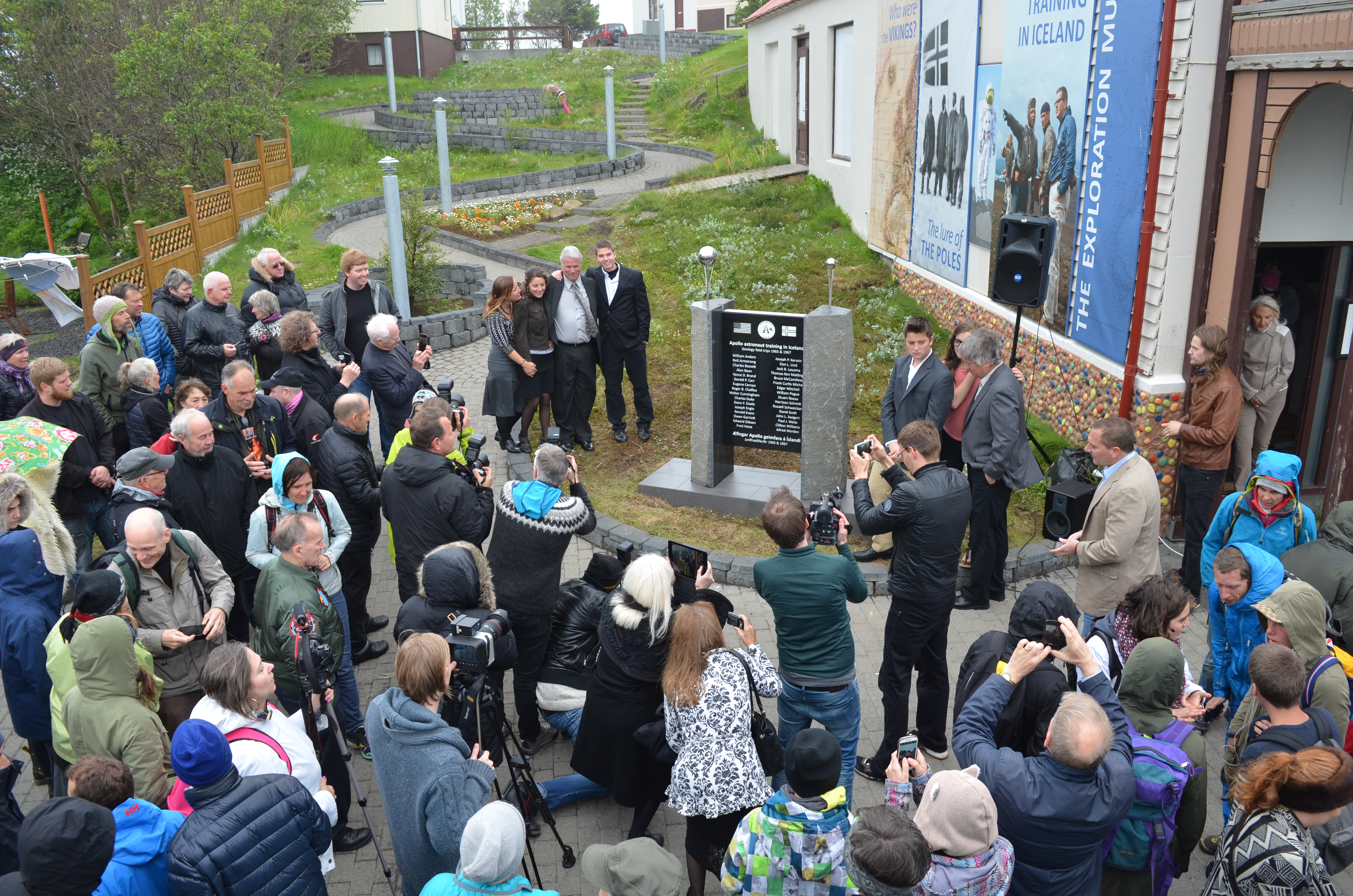
Les enfants et petits-enfants de Neil Armstrong dévoilant lAstronaut Monument, le 15 juillet 2015.

L'Astronaut Monument est un monument commémorant l'entraînement des astronautes du programme Apollo dans le nord de l'Islande en 1965 et 1967. Il est situé à l'extérieur de The Exploration Museum (en) à Húsavík et contient les noms des 32 astronautes du programme Apollo qui ont été envoyés en Islande pour s'entraîner à la géologie en vue de missions lunaires avec équipage. Quatorze des astronautes stagiaires se sont ensuite rendus sur la Lune, et sept d'entre eux ont effectué des travaux de géologie sur la surface lunaire.
Le monument comprend les noms des astronautes, les drapeaux américain et islandais, l'insigne du programme Apollo, et comporte deux globes en acier au sommet de deux colonnes de basalte pour représenter la Terre et la Lune.
Le monument a été dévoilé le 15 juillet 2015 par les enfants et petits-enfants de l'astronaute Neil Armstrong, le premier homme à avoir posé le pied sur la Lune, durant la mission Apollo 11.

## Stagiaires en géologie du programmeApollo
Les 32 astronautes du programme Apollo inscrits sur le monument sont les suivants :
- William Anders
- Neil Armstrong
- Charles Bassett
- Alan Bean
- Vance Brand
- Gerald Carr
- Eugene Cernan
- Roger B. Chaffee
- Walter Cunningham
- Charles Duke
- Donn Eisele
- Joe Engle
- Ronald Evans
- Owen Garriott
- Edward Gibson
- Fred Haise
- Joseph Kerwin
- Don L. Lind
- Jack Lousma
- Ken Mattingly
- Bruce McCandless II
- Curt Michel
- Edgar Mitchell
- William Pogue
- Stuart Roosa
- Harrison Schmitt
- Russell Schweickart
- David Scott
- Jack Swigert
- Paul J. Weitz
- Clifton Williams
- Alfred Worden